# Tomás de Cardona

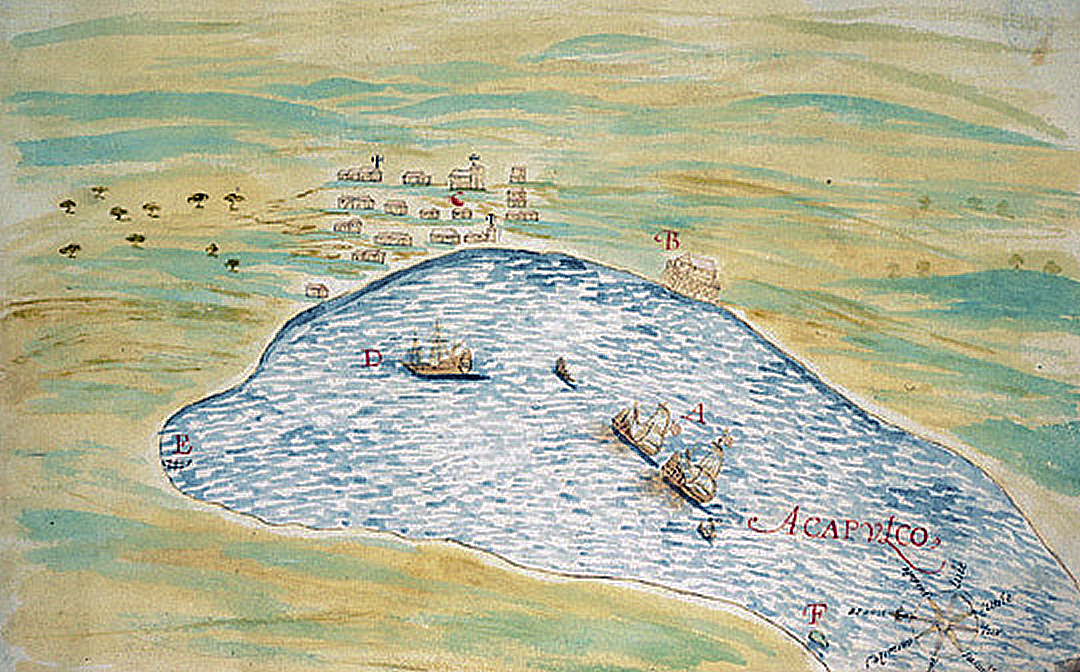
Nicolàs de Cardona, en la seva edició de 1632 de "Exploración del mundo", publicà aquest punt de vista de la badia i la ciutat d'Acapulco. La llegenda completa diu el següent:
A. Las naves del descubrimiento.
B. El castillo de San Diego.
C. El pueblo.
D. Una nao que havia venido del Japón (probablement el Sant Joan Baptista).
E. Los Mançanillos.
F. El Griffo.

Tomás de Cardona, natural de Venècia i resident a Sevilla, fou un ric explorador, negociant, arbitrista i mestre de càmera espanyol del segle xvii, que invertí una gran fortuna en una companyia per explotar els bancs de perles a Califòrnia.
El 1611 va aconseguir una "encomienda" de Felip III de Castella per crear una companyia per explotar els bancs de perles de Califòrnia comprometent-se a efectuar: "cierta empresa importantísima al servicio de Dios; si el resultado era positivo, realizaría la evangelización de toda la parte austral y del amplísimo reyno de las californias". El 1612 signà un asiento amb el virrei per cercar nous bancs de perles, buscar els galeons perduts del general Luis Fernández de Córdoba, i descobrir el ric regne de la Califòrnia.
Oferí els membres barons de la seva família per a l'empresa, i envià sis vaixells des de Cadis. El seu nebot Nicolás de Cardona va concloure l'empresa, tornant de Califòrnia el 1623, fent al seu retorn un informe per al rei que s'ha conservat.
Tomás de Cardona va succeir a Francisco Guillamás Velázquez el 31 de desembre de 1622 com a mestre de càmera de la cort. L'any 1633 Felip IV de Castella promulgà un decret obligant als tresorers de les cases del rei i la reina a presentar els comptes a la Contaduría. El març de 1634, la Contaduría exigí a Tomás de Cardona, mestre de càmera, capità de vaixell i arbitrista, que presentés els seus comptes del període 1629-1633. Cardona no obeí fins a la tardor d'aquell any.